# Antônio Rodrigues Arzão
Antônio Rodrigues de Arzão (? — 1730) foi um bandeirante paulista nascido em Taubaté, filho do capitão Manuel Rodrigues Arzão (morto em 1700) e de Maria Afonso ou Afonso de Azevedo; bisneto paterno de Cornélio de Arzão e de Elvira Rodrigues; bisneto materno de João Peres Calhamares e de Margarida Fernandes. Teve dois tios igualmente importantes sertanistas.
Era o cabo de bandeira escravagista que teria, em 1693 (a data se ignora, especula-se que foi a partir de 1690) achado ouro na casa da Casca, assim chamada, não deu importância ao achado, pois nunca cogitou em pedir ao rei qualquer proveito. Sertanista dos antigos, penetrou o sertão à cata de esmeraldas, em demanda do Itaverava com mais ou menos 50 homens entre os quais se achava seu cunhado José Gonçalves de Carvalho, casado com Catarina de Camargo, filha de Fernando Ortiz de Camargo o Moço. Assim chegou aos sertões da Casca ou distrito do Cuieté  (ou Caeté,  "mato bravo") a cinco léguas do rio Doce- e,  guiado por uma índia, descobriu cascalhos de ouro - ou, dizem, teria achado no córrego onde lavavam os pratos.
No Itaverava, tivera as mesmas dúvidas que Vicente Lopes, decidindo prosseguir - e foi ter à serra do Guarapiranga, de onde pela manhã avistou os pincaros agudos da serra dos Arrepiados por efeito da luz parecendo mais próximos; descendo nessa direção encontrou o rio Piranga, em seu melhor braço, aurífero, e índios da nação puri que lhe falaram de um manacial melhor, o do rio Casca, originario da cordilheira. No ramo superior desta, chamado hoje serra do Brigadeiro, havia o pico chamado Pedra Menina que tem parecença com o Itacolumi, por isso se enganou. Sua comitiva teria morrido de febres, os índios não o quiseram acompanhar,ou  temendo os conquistadores no vale do Sipotaua (Xopotó, «cipó amarelo») e só queriam aceitar segui-lo para o Espírito Santo, muito mais perto do que Taubaté.
E assim foi. No Casca, o sertanista enchera os alforges destes ouros, do que ofereceu três oitavas ao Capitão-Mor regente João Velasco de Molina, que delas fez três moedas) e à câmara de Vitória, onde chegou descendo o rio Doce. As oitavas apresentadas foram as primeiras de que se acha relação dos registros de São Paulo. Com o fracasso da bandeira, teria desertado Duarte Nunes, o descobridor do ouro preto? O fato é que voltou ao Rio e Santos e de lá a São Paulo.
Diz Silva Leme em sua «Genealogia Paulistana» volume 1 pág. 193 (Tit. Camargos): «Foi  Rodrigues de Arzão um destemido bandeirante, e o primeiro que descobriu ouro em Minas Gerais; faleceu em 1696, deixando o roteiro de suas descobertas a seu concunhado Bartolomeu Bueno de Siqueira, que, nesse mesmo ano, se embrenhou nos sertões em busca desse metal, e consultando o dito roteiro, foi ter a Itaberaba (pedra brilhante) onde, em distância de oito léguas, fundou a povoação de Ouro Preto e outras vizinhas.
Seguindo os caminhos abertos por Fernão Dias (1674-1681), teria descoberto a primeira jazida de ouro nos sertões das Minas Gerais em 1692 ou 1693. Deve ter partido para os sertões de Caeté em 1687 com uns 50 homens, encontrou as minas do rio Doce, das que deixou roteiro a seu cunhado  Bartolomeu Bueno de Siqueira. Diz um historiador: « Antônio Rodrigues Arzão por 1692 andou com cinqüenta companheiros pela bacia do rio Doce. Encontrou , no rio da Casca, areias auríferas; encheu os alforges; e descendo o rio Doce chegou ao Espírito Santo, a cujo capitão-mor comunicou o descobrimento. O roteiro, deu-a ao concunhado, Bartolomeu Bueno de Siqueira, também paulista, que se pôs em campo - em 1694 - através das regiões de Congonhas e Suaçui.»
O historiador mineiro Diogo de Vasconcelos detalha a viagem de Arzão que, após breve estada em Itaverava, alcançou a Serra do Guarapiranga de onde, pela manhã, avistou os píncaros agudos da serra de Arrepiados. Afirma que, em razão da luz oriental, supôs mais próxima a serra. Seguindo, então, em sua direção, encontrou o rio Piranga.
Há várias versões sobre quem descobriu o ouro das Minas Gerais. Prevalece, geralmente, aquela que atribui à bandeira de Antônio Rodrigues Arzão a descoberta dos cascalhos auríferos nos sertões do rio Casca, por volta de 1693.
Arzão morreu logo após regressar a Taubaté deixando ao cunhado os dados necessários a futuras expedições. Não teria aceitado auxílios oficiais em Vitória, talvez por se sentir cansado e doente, e cometeu a Bartolomeu Bueno de Siqueira, seu cunhado e nacional de São Paulo, a continuação de seu descoberto. É, pelo menos, a versão oficial. E se especulou, na época, que teria achado muito mais do que as três oitavas.
Em meados de 1694 Bartolomeu Bueno e Carlos Pedroso da Silveira, este último companheiro de Arzão, descobriram ouro na serra de Itaverava e remeteram amostras para o Rio de Janeiro.
Com referência à «Casa da Casca», citada por Arzão e companheiros, querem alguns autores que se localizava nas imediações do Cuité, enquanto outros apontam a região onde hoje se encontra a cidade de Abre Campo, em Minas Gerais. Entretanto, o historiador Salomão de Vasconcelos diz que a localização exata da Casa da Casca é nas fraldas da Serra dos Arrepiados, em Araponga.
Em 30 de janeiro de 1701, D. Pedro II de Portugal enviou-lhe uma Carta Régia de Salvaterra em que ordena que, se seu velho pai Manuel Rodrigues Arzão já estivesse falecido, ficasse ele encarregado da escolha da data mineral real e por conta da respectiva fazenda a mandasse lavrar. Mas Arzão não desempenhou a incumbência, desapareceu até 1717.

## A outra versão
Historiadores há que dizem que estava vivo em 1728!  Carvalho Franco, no «Dicionário dos Bandeirantes e Sertanistas do Brasil», demonstra que não morreu ao regressar da Casa da Casca, viveu até 1730 exercendo funções publicas em São Paulo, que era cristão novo de origem flamenga e que sua numerosa família estava muito ligada aos Buenos e demais bandeirantes de São Paulo.
Esse ouro é considerado por diversos cronistas o primeiro que se achou em território mineiro, sendo provável que 12 anos antes Borba Gato e os seus (outros dizem 20 anos antes)  já tivessem colhido algumas amostras às margens do rio das Velhas.
O que é incontestável é que abriu caminho e a ele se seguirão em breve Carlos Pedroso da Silveira, Bartolomeu Bueno de Siqueira, Salvador Fernandes Furtado de Mendonça, Manoel Garcia Velho, Domingos do Prado, Antônio Dias Taubateano, o padre João de Faria Fialho, Tomás Lopes de Camargo, Francisco Bueno da Silva, João Lopes de Lima, Leonardo Nardes, «em mais tantos itinerários distintos mmas com idêntica ambição e fortaleza, alguns lançando na nova terra da promissão os fundamentos de numerosos e vastos arraiais.»

## Casamento e posteridade
Era casado com Mariana de Camargo (morta em 1715) da importante família dos Camargos, filha de Joana Lopes e de Fernando Ortiz de Camargo o Moço, portanto neta de Fernando de Camargo, o Tigre. Tiveram quatro filhos. Não há referências à vida deles.